# باي هاربور آيلاند
باي هاربور آيلاند (بالإنجليزية: Bay Harbor Islands)‏ هي مدينة أمريكية تقع في ولاية فلوريدا. تبلغ مساحة هذه المدينة 1.6 (كم²)،ويبلغ عدد سكانها 5131 نسمة حسب إحصاء سنة 2010 م 5131.تشير إحصاءات سنة 2000م بأن الكثافة السكانية في هذه المدينة تقدر بـ(5131) نسمة/كم2 